# Längdhopp för herrar vid olympiska sommarspelen 2016
Herrarnas längdhopp vid olympiska sommarspelen 2016, i Rio de Janeiro i Brasilien avgjordes den 12-13 augusti på Estádio Olímpico João Havelange.

## Medaljörer
| Spel      | Guld               | Silver                  | Brons                          |
| Längdhopp | Jeff Henderson USA | Luvo Manyonga Sydafrika | Greg Rutherford Storbritannien |

## Resultat

### Kval
| Placering | Grupp | Namn                    | Nationalitet   | #1   | #2   | #3   | Resultat | Noteringar |
| --------- | ----- | ----------------------- | -------------- | ---- | ---- | ---- | -------- | ---------- |
| 1         | B     | Wang Jianan             | Kina           | 8,24 |      |      | 8,24     | Q, SB      |
| 2         | A     | Jeff Henderson          | USA            | 8,20 |      |      | 8,20     | Q, SB      |
| 3         | A     | Emiliano Lasa           | Uruguay        | 8,14 | 8,02 | –    | 8,14     | q          |
| 4         | A     | Luvo Manyonga           | Sydafrika      | x    | 8,12 | 8,10 | 8,12     | q          |
| 5         | A     | Rushwal Samaai          | Sydafrika      | 8,03 | 7,96 | 7,82 | 8,03     | q          |
| 6         | A     | Henry Frayne            | Australien     | 7,96 | 7,97 | 8,01 | 8,01     | q          |
| 7         | B     | Jarrion Lawson          | USA            | 7,99 | 7,62 | 7,96 | 7,99     | q          |
| 8         | B     | Fabrice Lapierre        | Australien     | x    | 7,96 | 7,73 | 7,96     | q          |
| 9         | A     | Huang Changzhou         | Kina           | 7,59 | 7,57 | 7,95 | 7,95     | q          |
| 10        | A     | Greg Rutherford         | Storbritannien | x    | x    | 7,90 | 7,90     | q          |
| 11        | A     | Kafétien Gomis          | Frankrike      | 7,81 | 7,67 | 7,89 | 7,89     | q          |
| 12        | B     | Damar Forbes            | Jamaica        | 7,85 | 7,68 | 7,62 | 7,85     | q          |
| 13        | B     | Radek Juška             | Tjeckien       | 7,64 | 7,84 | 7,83 | 7,84     |            |
| 14        | A     | Kim Deok-hyeon          | Sydkorea       | 7,42 | 7,76 | 7,82 | 7,82     |            |
| 15        | B     | Maykel Massó            | Kuba           | 7,79 | 7,73 | 7,81 | 7,81     |            |
| 16        | A     | Tyrone Smith            | Bermuda        | 7,78 | 7,81 | 7,67 | 7,81     |            |
| 17        | B     | Chan Ming Tai           | Hongkong       | 7,79 | 7,76 | 7,42 | 7,79     |            |
| 18        | A     | Fabian Heinle           | Tyskland       | 7,64 | x    | 7,79 | 7,79     |            |
| 19        | B     | Batjana Chorava         | Georgien       | 7,72 | 7,77 | x    | 7,77     |            |
| 20        | B     | Jean Marie Okutu        | Spanien        | 7,75 | 7,72 | 7,53 | 7,75     |            |
| 21        | A     | Izmir Smajlaj           | Albanien       | 7,72 | 7,61 | x    | 7,72     |            |
| 22        | B     | Stefan Brits            | Sydafrika      | 7,46 | 7,71 | x    | 7,71     |            |
| 23        | B     | Kanstantsin Barytjeuski | Belarus        | 7,39 | x    | 7,67 | 7,67     |            |
| 24        | B     | Ankit Sharma            | Indien         | x    | x    | 7,67 | 7,67     |            |
| 25        | B     | Mike Hartfield          | USA            | 7,66 | x    | 7,66 | 7,66     |            |
| 26        | A     | Michel Tornéus          | Sverige        | x    | 7,65 | 7,63 | 7,65     |            |
| 27        | A     | Miltiadis Tentoglou     | Grekland       | x    | 7,64 | 7,57 | 7,64     |            |
| 28        | B     | Higor Alves             | Brasilien      | 7,59 | x    | x    | 7,59     |            |
| 29        | B     | Mohammad Arzandeh       | Iran           | 7,29 | 7,23 | 7,31 | 7,31     |            |
| 30        | B     | Alyn Camara             | Tyskland       | 5,16 | x    | x    | 5,16     |            |
| 31        | A     | Gao Xinglong            | Kina           | x    | x    | x    | NM       |            |
| 31        | A     | Aubrey Smith            | Jamaica        | x    | x    | x    | NM       |            |

### Final
| Placering | Idrottare        | Nationalitet   | #1   | #2   | #3   | #4               | #5               | #6               | Resultat | Noteringar |
| --------- | ---------------- | -------------- | ---- | ---- | ---- | ---------------- | ---------------- | ---------------- | -------- | ---------- |
| 1         | Jeff Henderson   | USA            | 8,20 | 7,94 | 8,10 | 7,96             | 8,22             | 8,38             | 8,38     | SB         |
| 2         | Luvo Manyonga    | Sydafrika      | 8,16 | x    | x    | 8,28             | 8,37             | x                | 8,37     | PB         |
| 3         | Greg Rutherford  | Storbritannien | 8,18 | 8,11 | 8,22 | 8,26             | 8,09             | 8,29             | 8,29     |            |
| 4         | Jarrion Lawson   | USA            | 8,19 | 8,15 | 8,25 | x                | x                | 7,78             | 8,25     |            |
| 5         | Wang Jianan      | Kina           | 7,76 | 8,17 | 7,89 | 8,05             | 8,13             | 7,88             | 8,17     |            |
| 6         | Emiliano Lasa    | Uruguay        | 7,93 | 7,84 | 8,04 | 8,10             | 7,92             | 7,95             | 8,10     |            |
| 7         | Henry Frayne     | Australien     | 7,83 | 8,06 | x    | 8,03             | 7,83             | 7,83             | 8,06     |            |
| 8         | Kafétien Gomis   | Frankrike      | 7,54 | 7,57 | 8,05 | x                | 7,55             | 7,83             | 8,05     |            |
| 9         | Rushwahl Samaai  | Sydafrika      | 7,97 | 7,94 | x    | Gick inte vidare | Gick inte vidare | Gick inte vidare | 7,97     |            |
| 10        | Fabrice Lapierre | Australien     | x    | 7,87 | x    | Gick inte vidare | Gick inte vidare | Gick inte vidare | 7,87     |            |
| 11        | Huang Changzhou  | Kina           | 7,78 | x    | 7,86 | Gick inte vidare | Gick inte vidare | Gick inte vidare | 7,86     |            |
| 12        | Damar Forbes     | Jamaica        | 7,63 | 7,74 | 7,82 | Gick inte vidare | Gick inte vidare | Gick inte vidare | 7,82     |            |